# Irina Sariszwili
Irina Sariszwili (ur. 24 grudnia 1963 w Tbilisi), gruziński polityk, liderka NGO i prorosyjskiej Partii Nadziei. Kandydatka w wyborach prezydenckich 5 stycznia 2008.